# کارل نسیب
کارل نسیب (انگلیسی: Carl Nassib؛ زادهٔ ۱۲ آوریل ۱۹۹۳) بازیکن فوتبال آمریکایی اهل ایالات متحده آمریکا است.
نسیب در سال ۲۰۲۱، آشکار کرد که همجنسگرا‌‌است؛ با این کار او نخستین بازیکن فعال در لیگ ملی فوتبال است که آشکارسازی کرده‌است.